# Чопко Віктор Олександрович
Ві́ктор Олекса́ндрович Чопко́ (1 грудня 1982, с. Юнівка, Локачинський район, Волинська область, Українська РСР — 25 березня 2016, м. Мар'їнка, Донецька область, Україна) — старшина Збройних сил України, учасник війни на сході України, механік-водій (14-та окрема механізована бригада).
Загинув під час обстрілу одного з крайніх опорних пунктів бригади.
По смерті залишилися мати, дружина та двоє дітей.
Похований у с. Затурці, Локачинський район, Волинська область.

## Нагороди
Указом Президента України № 58/2017 від 10 березня 2017 року «за особисту мужність, виявлену у захисті державного суверенітету та територіальної цілісності України, самовіддане виконання військового обов'язку» нагороджений орденом «За мужність» III ступеня (посмертно).